# Molophilus speighti
Molophilus speighti là một loài ruồi trong họ Limoniidae. Chúng phân bố ở miền Australasia.